# شركة إسمنت حائل
شركة إسمنت حائل شركة مساهمة سعودية، مدرجة بالسوق المالية السعودية.

## التأسيس
حصلت على ترخيص الاستثمار الصناعي الصادر عن الهيئة العامة للاستثمار رقم (141931098717) بتاريخ 16 رمضان 1431هـ والموافق 26 أغسطس 2010. الشركة مسجلة بالسجل التجاري رقم 3350026399 بتاريخ 24 ذي الحجة 1431هـ (الموافق 30 نوفمبر 2010) وبموجب القرار الوزاري رقم 384/ق بتاريخ 24 ذي الحجة 1431هـ (الموافق 30 نوفمبر 2010).

## النشاط
ويشمل نشاط الشركة إنتاج وتوزيع الأسمنت بجميع أنواعه ومشتقاته مواد البناء وتوابعها ومشتقاتها داخل المملكة العربية السعودية وخارجها.

## الموقع
يقع المشروع الأساسي للشركة وهو مصنع الأسمنت 20 كلم شمال مدينة تربة التي تبعد حوالي 200 كلم إلى الشمال الشرقي عن مدينة حائل. حيث يضم المصنع مدينة سكنية للعاملين ومحطة لتوليد الطاقة. أما إدارة الشركة ففي مدينة حائل.